# Og Mandino
 (septembre 2021).
La mise en forme du texte ne suit pas les recommandations de Wikipédia : il faut le « wikifier ».
Les points d'amélioration suivants sont les cas les plus fréquents. Le détail des points à revoir est peut-être précisé sur la page de discussion.
- Les titres sont pré-formatés par le logiciel. Ils ne sont ni en capitales, ni en gras.
- Le texte ne doit pas être écrit en capitales (les noms de famille non plus), ni en gras, ni en italique, ni en « petit »…
- Le gras n'est utilisé que pour surligner le titre de l'article dans l'introduction, une seule fois.
- L'italique est rarement utilisé : mots en langue étrangère, titres d'œuvres, noms de bateaux, etc.
- Les citations ne sont pas en italique mais en corps de texte normal. Elles sont entourées par des guillemets français : « et ».
- Les listes à puces sont à éviter, des paragraphes rédigés étant largement préférés. Les tableaux sont à réserver à la présentation de données structurées (résultats, etc.).
- Les appels de note de bas de page (petits chiffres en exposant, introduits par l'outil «  Source ») sont à placer entre la fin de phrase et le point final[comme ça].
- Les liens internes (vers d'autres articles de Wikipédia) sont à choisir avec parcimonie. Créez des liens vers des articles approfondissant le sujet. Les termes génériques sans rapport avec le sujet sont à éviter, ainsi que les répétitions de liens vers un même terme.
- Les liens externes sont à placer uniquement dans une section « Liens externes », à la fin de l'article. Ces liens sont à choisir avec parcimonie suivant les règles définies. Si un lien sert de source à l'article, son insertion dans le texte est à faire par les notes de bas de page.
- La présentation des références doit suivre les conventions bibliographiques. Il est recommandé d'utiliser les modèles {{Ouvrage}}, {{Chapitre}}, {{Article}}, {{Lien web}} et/ou {{Bibliographie}}. Le mode d'édition visuel peut mettre en forme automatiquement les références.
- Insérer une infobox (cadre d'informations à droite) n'est pas obligatoire pour parachever la mise en page.

Pour une aide détaillée, merci de consulter Aide:Wikification.
Si vous pensez que ces points ont été résolus, vous pouvez retirer ce bandeau et améliorer la mise en forme d'un autre article.
Augustine "Og" Mandino II (12 décembre 1923 - 3 septembre 1996) est un auteur américain. Il a écrit le best-seller The Greatest Salesman in the World. Ses livres se sont vendus à plus de 50 millions d'exemplaires et ont été traduits dans plus de 25 langues. Il a été le président du magazine Success Unlimited jusqu'en 1976 et a été intronisé au Hall of Fame de la National Speakers Association.
Selon le recensement américain de 1930, Mandino est né à Natick, Massachusetts, le 12 décembre 1923, de Silvio et Margaret Mandino. Il a été prénommé Augustine en l'honneur de son grand-père paternel italien,.
Mandino était autrefois le rédacteur en chef du journal de son lycée et prévoyait d'intégrer l'école de journalisme de l'université du Missouri. En 1940, avant qu'il n'entre à l'université, sa mère meurt d'une crise cardiaque massive. Il décide alors de travailler dans une usine de papier jusqu'en 1942. Ensuite, il s'engage dans l'armée de l'air américaine où il devient officier militaire et bombardier. Il a effectué 30 missions de bombardement au-dessus de l'Allemagne à bord d'un B-24 Liberator pendant la Seconde Guerre mondiale. Pendant cette période, il a volé avec son collègue pilote et star de cinéma James Stewart.
Après ses obligations militaires, Mandino est devenu vendeur d'assurances. Un matin hivernal de novembre à Cleveland, il envisage de se suicider. Mais alors qu'il faisait le tri dans une bibliothèque, des volumes de livres d'auto-assistance, de réussite et de motivation ont attiré son attention. Il choisit quelques titres, s'installe à une table et commence à lire. Il a suivi sa visite à la bibliothèque et s'est rendu dans de nombreuses autres bibliothèques aux États-Unis. Il a lu des centaines de livres traitant de la réussite, un passe-temps qui l'a aidé à soulager son alcoolisme. C'est dans une bibliothèque de Concord, dans le New Hampshire, qu'il a trouvé le classique de W. Clement Stone, Success Through a Positive Mental Attitude, un livre qui a changé la vie de Mandino.
Mandino est finalement devenu un écrivain et un conférencier à succès. Ses œuvres sont inspirées de la Bible et influencées par Napoleon Hill, W. Clement Stone et Emmet Fox. Il a été intronisé au National Speakers Association Speaker Hall of Fame.

## Philosophie
Le principal message philosophique de Mandino est que chaque personne sur Terre est un miracle et doit choisir de diriger sa vie avec confiance et en accord avec les lois qui régissent l'abondance. Il affirme que toutes les personnes qui réussissent prennent leur vie en main en "traçant" ou en choisissant consciemment à la fois la destination souhaitée et le chemin pour l'atteindre.